# Jean-Daniel Raulet
Jean-Daniel Raulet (ur. 24 marca 1946 roku) – francuski kierowca wyścigowy.

## Kariera
Raulet rozpoczął karierę w międzynarodowych wyścigach samochodowych w 1975 roku od startów we Francuskiej Formule Renault. Z dorobkiem 35 punktów uplasował się tam na jedenastej pozycji w klasyfikacji generalnej. W późniejszych latach Francuz pojawiał się także w stawce 24-godzinnego wyścigu Le Mans, World Challenge for Endurance Drivers, FIA World Endurance Championship, World Sports-Prototype Championship oraz Sportscar World Championship.